# 陸前落合駅

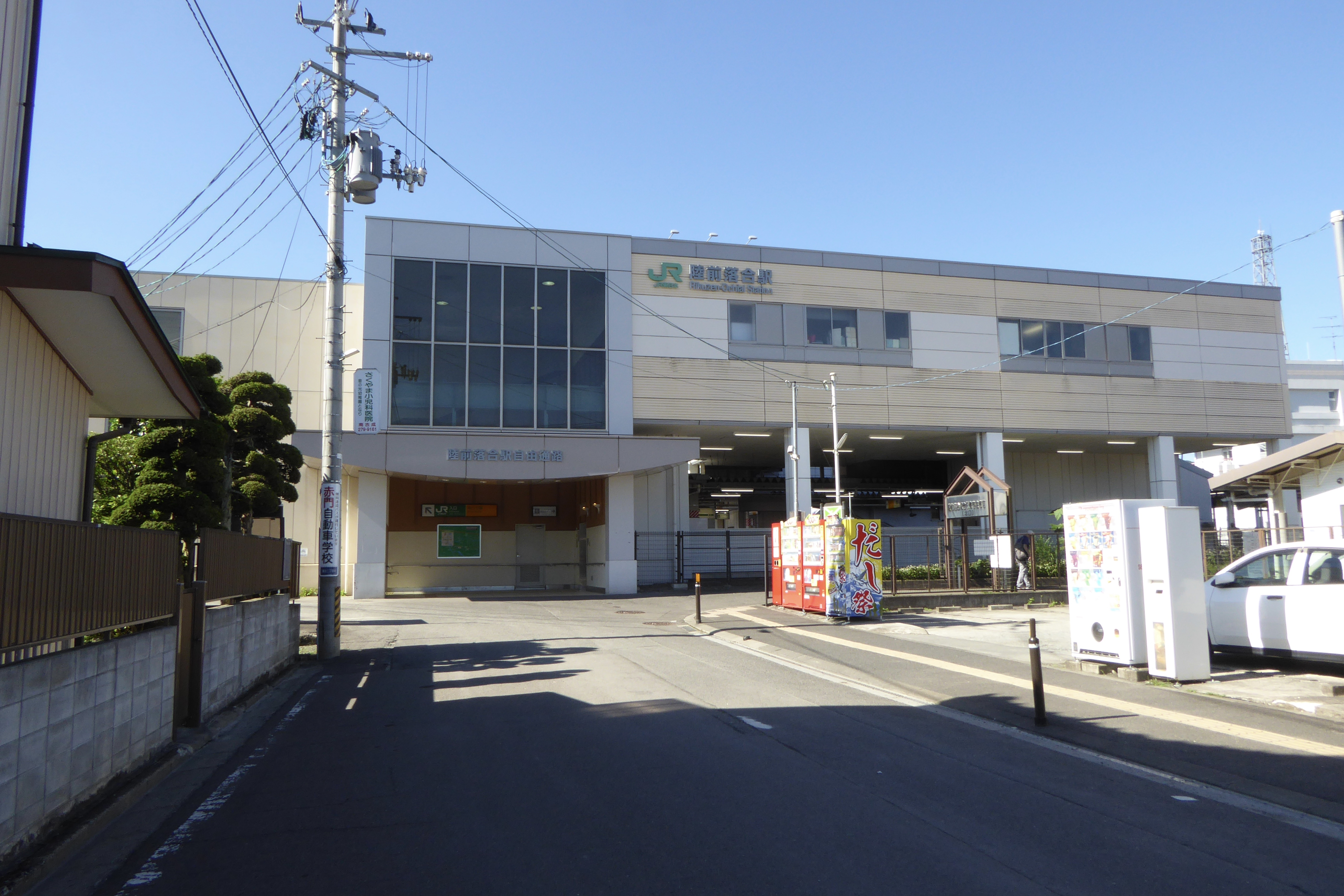
北口（2022年7月）

陸前落合駅（りくぜんおちあいえき）は、宮城県仙台市青葉区下愛子森下にある、東日本旅客鉄道（JR東日本）仙山線の駅である。

## 歴史
宮城郡広瀬村（現在の仙台市青葉区の一部）の住民と、地元政治家の働き掛けで作られた請願駅。駅名を付けたのは、その運動をすすめた仙台市市会議員・富田春之進だと言う。開業当初は駅前に集落が無かったが、次第に国道48号沿いが発展した。
1960年代（昭和35年代）の乗車人員急落の後、利用はふるわなかったが、周辺の丘陵地に住宅地が造成されたり、1983年（昭和58年）には駅周辺に宮城県宮城広瀬高等学校が開校し、1984年（昭和59年）2月1日のダイヤ改正で、仙台 - 愛子間の列車が増発されると利用者が増加に転じた。
一方、1983年（昭和58年）に仙台西道路が開通すると西道路経由のバス路線も開設され、都心部へ通勤通学では仙山線の競争相手となった。宮城県道37号仙台北環状線が開通し西道路への流入が増加すると、ラッシュアワーの西道路の渋滞が慢性化する。結果、都心部への速達路は、北仙台駅で仙山線から仙台市地下鉄南北線（1987年〈昭和62年〉開通）に乗り換える経路となり、陸前落合駅の地位が向上した。
宮城町が仙台市と合併して政令指定都市化した後は、特定都区市内駅に加えられた。国道48号沿い住宅地と丘陵地の住宅地の間に残っていた農地が、減反政策の中で農地指定が解除されて急速に住宅地や商業地に転換が進んだ。

### 年表
- 1929年（昭和4年）9月29日：宮城郡広瀬村に仙山東線の駅として開業[2][4]。
- 1937年（昭和12年）11月10日：仙山線全線開業により、同線の駅となった。
- 1955年（昭和30年）2月1日：昭和の大合併により、宮城郡宮城村内に位置することになった。
- 1963年（昭和38年）11月3日：町制施行により、宮城郡宮城町内に位置することになった。
- 1971年（昭和46年）4月1日：貨物営業廃止[6]。出改札要員を廃止し[7]、運転要員のみ配置[新聞 1]。
- 1983年（昭和58年）4月1日：宮城県宮城広瀬高等学校が開校し、当駅が最寄駅となった。
- 1985年（昭和60年）3月14日：CTC化により、無人化。
- 1986年（昭和61年）10月15日：乗車駅証明書発行機を設置[新聞 2]。
- 1987年（昭和62年）
  - 3月1日：仙台駅から駅員派遣（無人駅特改、事実上の有人化）。
  - 4月1日：国鉄分割民営化により、東日本旅客鉄道（JR東日本）の駅となる[4]。
  - 11月1日：宮城町が仙台市と合併したため、仙台市内に位置することになった[4]。
- 1989年（平成元年）4月1日：仙台市の政令指定都市移行に伴い、青葉区内に位置することになった[4]。
- 2003年（平成15年）
  - 6月5日：自動改札導入[新聞 3]。
  - 10月26日：ICカード「Suica」の利用が可能となる[報道 1]。
- 2005年（平成17年）3月28日：新駅舎が完成し、橋上駅化[3]。マルス端末を設置。快速停車により全列車が停車するようになる。
- 2006年（平成18年）12月15日：管理駅が北仙台駅から愛子駅に変更になる。
- 2012年（平成24年）10月1日：社員配置（愛子駅所属陸前落合駅在勤）を廃止し東北総合サービスへ業務委託。
- 2020年（令和2年）10月1日：愛子駅の業務委託化に伴い、仙台地区センター管理下となる。
- 2021年（令和3年）9月30日：みどりの窓口の営業を終了[8]。
- 2024年（令和6年）10月1日：えきねっとQチケのサービスを開始[1][報道 2]。

## 駅構造
相対式ホーム2面2線を有する地上駅である。仙山線内では唯一の橋上駅舎を持つ。改札口は線路をまたぐ自由通路に開き、駅舎の出口は南北にある。
仙台地区センター管理の業務委託駅（JR東日本東北総合サービス委託）である。自動券売機と自動改札機（Suica、えきねっとQチケ対応）が設置されている（自動精算機なし）。各ホームにエレベーターが、改札口と各ホームに電光掲示板が設置されている。2017年（平成29年）3月末までは、キオスクも営業していた。
JRの特定都区市内制度における「仙台市内」の駅である。

### のりば
| 番線 | 路線    | 方向 | 行先     |
| ---- | ------- | ---- | -------- |
| 1    | ■仙山線 | 上り | 仙台方面 |
| 2    | ■仙山線 | 下り | 山形方面 |

- 1・2番線ともに、仙台方・羽前千歳方に場内・出発信号機が備えられている。

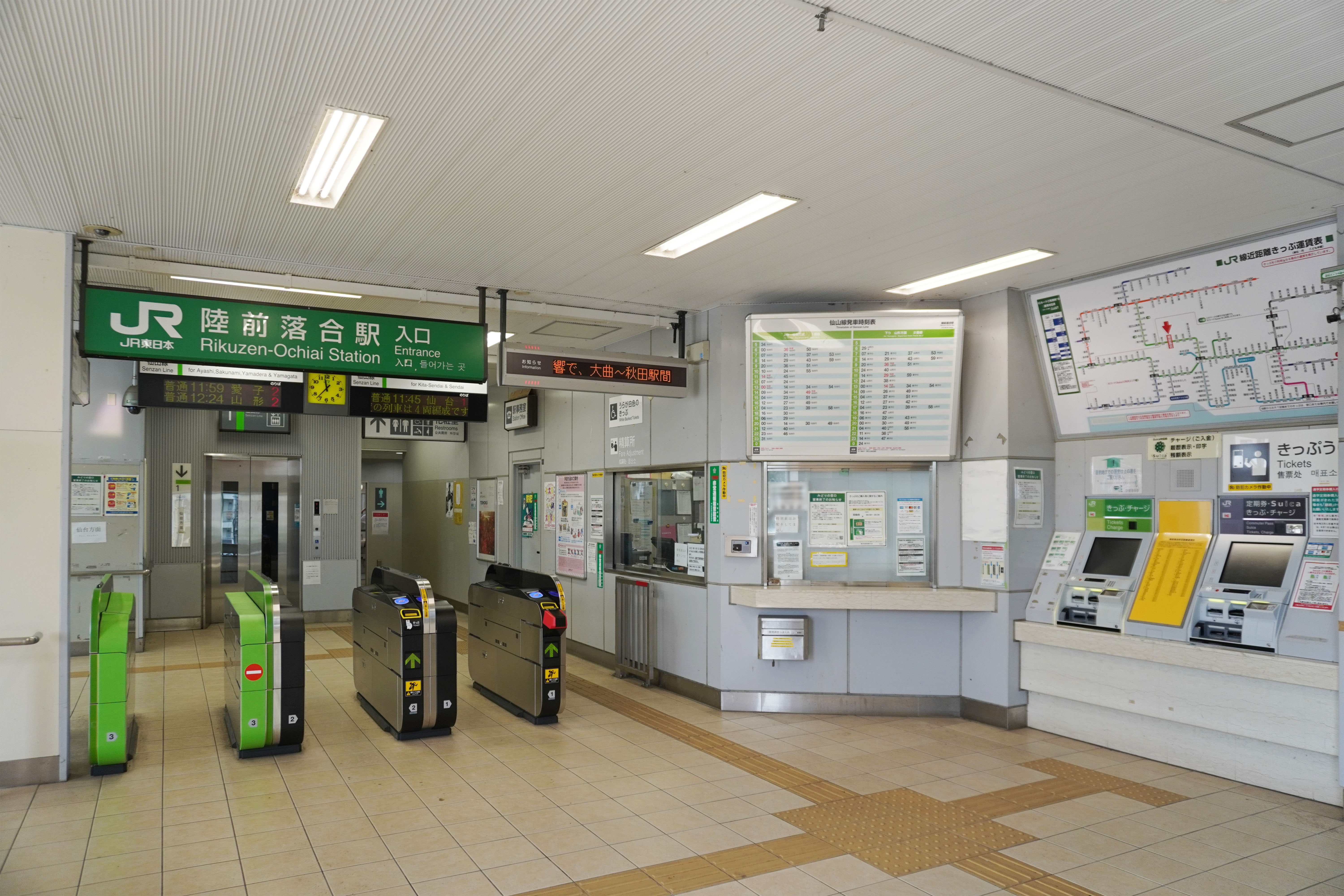
改札口（2023年9月）
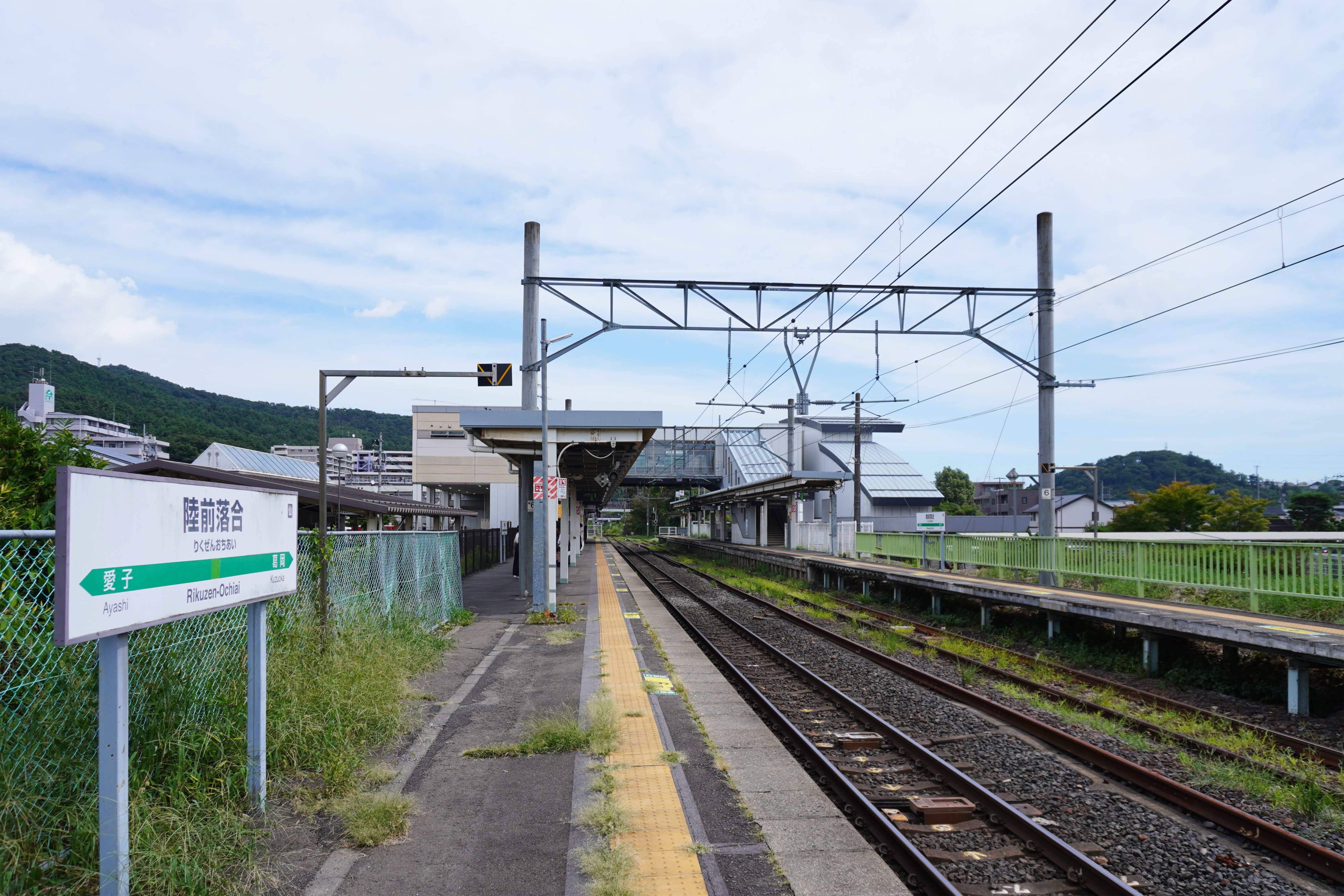
ホーム（2023年9月）

## 利用状況
JR東日本によると、2023年度（令和5年度）の1日平均乗車人員は3,308人である。
1957年度（昭和32年度）以降の推移は以下のとおりである。
| 1日平均乗車人員推移 | 1日平均乗車人員推移 | 1日平均乗車人員推移 | 1日平均乗車人員推移 | 1日平均乗車人員推移 |
| 年度                | 定期外              | 定期                | 合計                | 出典                |
| ------------------- | ------------------- | ------------------- | ------------------- | ------------------- |
| 1957年（昭和32年）  |                     |                     | 465                 |                     |
| 1958年（昭和33年）  |                     |                     | 465                 |                     |
| 1959年（昭和34年）  |                     |                     | 524                 |                     |
| 1960年（昭和35年）  |                     |                     | 554                 |                     |
| 1961年（昭和36年）  |                     |                     | 524                 |                     |
| 1962年（昭和37年）  |                     |                     | 501                 |                     |
| 1963年（昭和38年）  |                     |                     | 535                 |                     |
| 1964年（昭和39年）  |                     |                     | 479                 |                     |
| 1965年（昭和40年）  |                     |                     | 512                 | [ 10 ]              |
| 1970年（昭和45年）  |                     |                     | 192                 | [ 10 ]              |
| 1975年（昭和50年）  |                     |                     | 206                 | [ 10 ]              |
| 1977年（昭和52年）  |                     |                     | 191                 | [ 10 ]              |
| 1978年（昭和53年）  |                     |                     | 181                 | [ 10 ]              |
| 1979年（昭和54年）  |                     |                     | 191                 | [ 10 ]              |
| 1980年（昭和55年）  |                     |                     | 204                 | [ 10 ]              |
| 1981年（昭和56年）  | 28                  | 187                 | 215                 | [ 10 ] [ 市 1 ]     |
| 1982年（昭和57年）  | 30                  | 167                 | 197                 | [ 10 ] [ 市 1 ]     |
| 1983年（昭和58年）  | 40                  | 269                 | 309                 | [ 10 ] [ 市 1 ]     |
| 1984年（昭和59年）  | 55                  | 1,033               | 1,088               | [ 10 ] [ 市 1 ]     |
| 1985年（昭和60年）  | 72                  | 705                 | 777                 | [ 10 ] [ 市 1 ]     |
| 1986年（昭和61年）  | 224                 | 769                 | 993                 | [ 10 ] [ 市 1 ]     |
| 1990年（平成02年）  | 427                 | 1,455               | 1,882               | [ 市 1 ]            |
| 1995年（平成07年）  | 563                 | 1,837               | 2,400               | [ 市 2 ]            |
| 2000年（平成12年）  | 635                 | 1,962               | 2,597               | [ J 2 ] [ 市 3 ]    |
| 2001年（平成13年）  | 646                 | 1,953               | 2,599               | [ J 3 ] [ 市 3 ]    |
| 2002年（平成14年）  | 634                 | 1,958               | 2,592               | [ J 4 ] [ 市 4 ]    |
| 2003年（平成15年）  | 702                 | 2,079               | 2,781               | [ J 5 ] [ 市 4 ]    |
| 2004年（平成16年）  | 738                 | 2,137               | 2,875               | [ J 6 ] [ 市 4 ]    |
| 2005年（平成17年）  | 876                 | 2,317               | 3,193               | [ J 7 ] [ 市 4 ]    |
| 2006年（平成18年）  | 895                 | 2,455               | 3,350               | [ J 8 ] [ 市 4 ]    |
| 2007年（平成19年）  | 930                 | 2,591               | 3,520               | [ J 9 ] [ 市 5 ]    |
| 2008年（平成20年）  |                     |                     | 3,581               | [ J 10 ] [ 市 6 ]   |
| 2009年（平成21年）  |                     |                     | 3,529               | [ J 11 ] [ 市 6 ]   |
| 2010年（平成22年）  |                     |                     | 3,469               | [ J 12 ] [ 市 6 ]   |
| 2011年（平成23年）  |                     |                     | 3,642               | [ J 13 ] [ 市 6 ]   |
| 2012年（平成24年）  | 967                 | 2,818               | 3,786               | [ J 14 ] [ 市 6 ]   |
| 2013年（平成25年）  | 978                 | 2,875               | 3,853               | [ J 15 ] [ 市 7 ]   |
| 2014年（平成26年）  | 930                 | 2,852               | 3,782               | [ J 16 ] [ 市 7 ]   |
| 2015年（平成27年）  | 971                 | 2,865               | 3,837               | [ J 17 ] [ 市 7 ]   |
| 2016年（平成28年）  | 974                 | 2,902               | 3,876               | [ J 18 ] [ 市 7 ]   |
| 2017年（平成29年）  | 971                 | 2,873               | 3,845               | [ J 19 ] [ 市 7 ]   |
| 2018年（平成30年）  | 937                 | 2,958               | 3,895               | [ J 20 ] [ 市 8 ]   |
| 2019年（令和元年）  | 925                 | 2,884               | 3,809               | [ J 21 ] [ 市 8 ]   |
| 2020年（令和02年）  | 614                 | 2,427               | 3,041               | [ J 22 ] [ 市 8 ]   |
| 2021年（令和03年）  | 647                 | 2,466               | 3,114               | [ J 23 ] [ 市 8 ]   |
| 2022年（令和04年）  | 738                 | 2,442               | 3,181               | [ J 24 ]            |
| 2023年（令和05年）  | 804                 | 2,504               | 3,308               | [ J 1 ]             |

一日平均乗車人員（単位：人/日）
※ マウスポインタを棒グラフの各要素に合わせると、該当年度の数値がポップアップする。

## 駅周辺

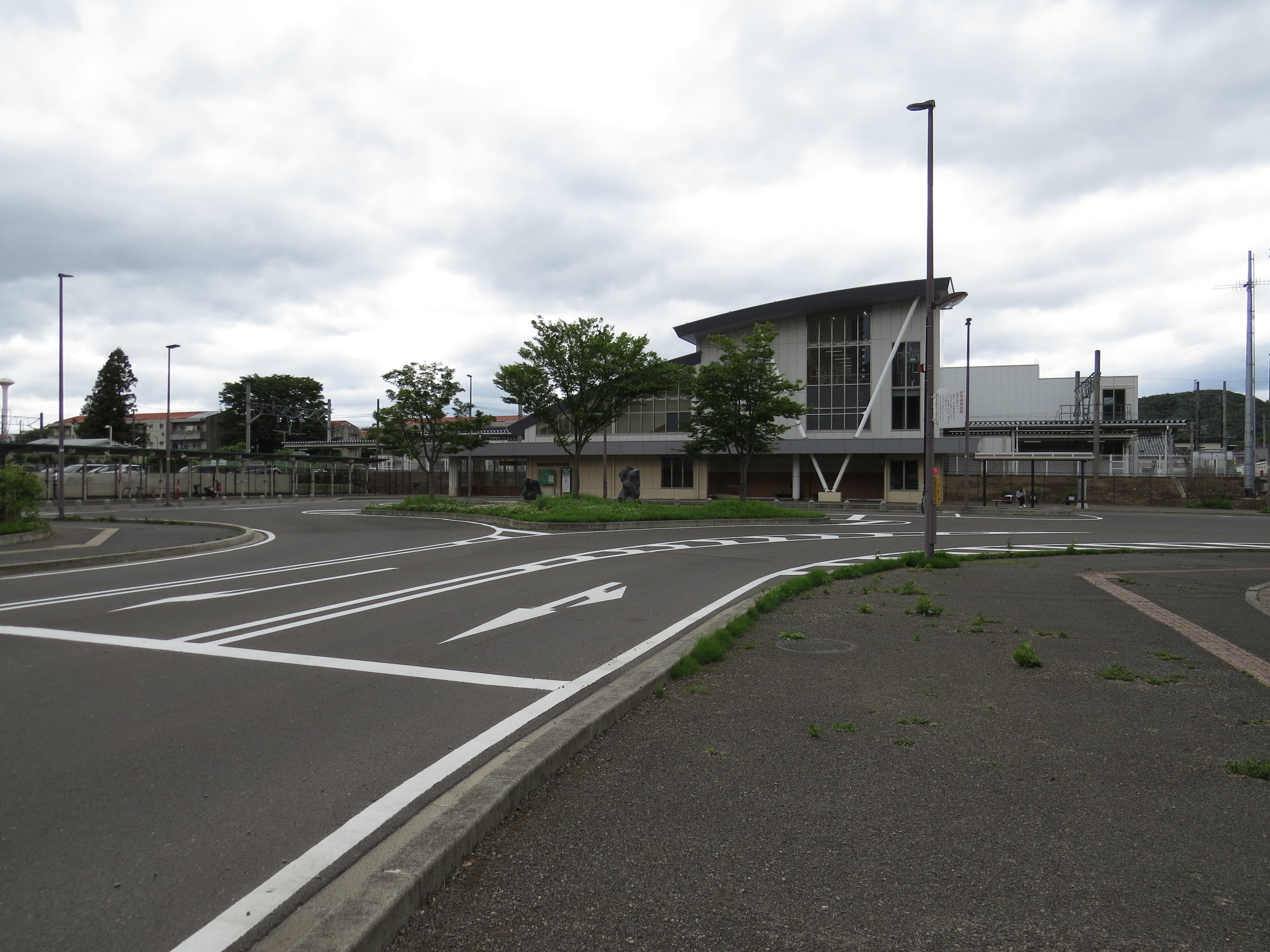
オムニバスタウン事業により整備された南口の駅前広場（2017年6月）

広瀬川南岸の段丘面に位置し、周辺は仙台市都心部への通勤圏で住宅地になっている。南の駅前広場は仙山線と並んで走る作並街道に面する。これは現在国道457号にあてられている。駅正面から南に宮城県道135号落合停車場線（通称：蕃山通り）が国道48号愛子バイパスまで延びる。広瀬川は駅の北200メートルを西から東に流れる。駅の北東に国道457号を通す大沢橋が架かり、対岸は芋沢地区である。駅前には2005年（平成17年）の橋上駅化と同時に、タクシー乗り場やバス乗り場を含む駅前広場が完成した。
- 宮城県立こども病院
- ドナルド・マクドナルド・ハウス
- 国道457号
- 仙台栗生郵便局
- 仙台銀行宮城町支店
- 七十七銀行栗生支店
- 仙台北警察署愛子交番
- 仙台市消防局宮城消防署
- 仙台市栗生児童館
- 仙台市落合市民センター
- 宮城県立拓桃支援学校
- 宮城県宮城広瀬高等学校
- 中小企業大学校仙台校
- 仙台市立栗生小学校

## バス路線
| 運行事業者   | 系統・行先 |
| 陸前落合駅   | 陸前落合駅 |
| ------------ | --- |
| 仙台市営バス | - 25：泉中央駅 - 26：実沢営業所 - 25・26・70・71：愛子駅 - 70・850：大國神社前 - 71・851：白坂 - 73：赤坂三丁目 - 855：畑前北 - 856：赤坂三丁目                          |
| 落合駅前     | |
| 仙台市営バス | - 25：泉中央駅 - 26：実沢営業所 - 25・26・70・73：愛子駅 - 70：大國神社前 - 840：作並温泉 - 843：熊ヶ根関 - 844・845：定義 - S840・S844・S845：仙台駅前 - X840：白沢車庫 |
| 落合駅入口   | |
| 仙台市営バス | - 25：泉中央駅 - 26：実沢営業所 - 25・26・70：陸前落合駅・愛子駅 - 70・850：大國神社前 - 73：陸前落合駅 - 73・856：赤坂三丁目 - 855：畑前北 - S850・S855・S856：仙台駅前 |

## その他
- カラーボトルの「雪降る2番線のホーム」という曲は陸前落合駅を舞台にしている。作詞はボーカル担当で仙台市出身の竹森マサユキ。

## 隣の駅
東日本旅客鉄道（JR東日本）
■仙山線
□快速・■普通
葛岡駅 - 陸前落合駅 - 愛子駅

### 記事本文

#### 報道発表資料
1. ↑  『2003年10月26日（日）仙台エリアSuica（スイカ）デビュー!』（PDF）（プレスリリース）東日本旅客鉄道、2003年8月21日。オリジナルの2020年5月26日時点におけるアーカイブ。2020年5月26日閲覧。
2. ↑  『Suicaエリア外もチケットレスで! 東北エリアから「えきねっとQチケ」がはじまります』（PDF）（プレスリリース）東日本旅客鉄道、2024年7月11日。オリジナルの2024年7月11日時点におけるアーカイブ。2024年8月10日閲覧。

#### 新聞記事
1. ↑  「国鉄各線で営業近代化」『交通新聞』交通協力会、1971年1月31日、1面。
2. ↑  「乗車駅証明書発行機を設置」『交通新聞』交通協力会、1986年10月16日、2面。
3. ↑  「仙台圏 JR在来線 41駅 自動改札でスイスイ 8月完了」『河北新報』河北新報社、2003年6月6日、夕刊、1面。

### 利用状況
JR東日本
1. 1 2  “各駅の乗車人員（2023年度）”.   東日本旅客鉄道. 2024年7月23日閲覧。
2. ↑  “各駅の乗車人員（2000年度）”.   東日本旅客鉄道. 2019年2月18日閲覧。
3. ↑  “各駅の乗車人員（2001年度）”.   東日本旅客鉄道. 2019年2月18日閲覧。
4. ↑  “各駅の乗車人員（2002年度）”.   東日本旅客鉄道. 2019年2月18日閲覧。
5. ↑  “各駅の乗車人員（2003年度）”.   東日本旅客鉄道. 2019年2月18日閲覧。
6. ↑  “各駅の乗車人員（2004年度）”.   東日本旅客鉄道. 2019年2月18日閲覧。
7. ↑  “各駅の乗車人員（2005年度）”.   東日本旅客鉄道. 2019年2月18日閲覧。
8. ↑  “各駅の乗車人員（2006年度）”.   東日本旅客鉄道. 2019年2月18日閲覧。
9. ↑  “各駅の乗車人員（2007年度）”.   東日本旅客鉄道. 2019年2月18日閲覧。
10. ↑  “各駅の乗車人員（2008年度）”.   東日本旅客鉄道. 2019年2月18日閲覧。
11. ↑  “各駅の乗車人員（2009年度）”.   東日本旅客鉄道. 2019年2月18日閲覧。
12. ↑  “各駅の乗車人員（2010年度）”.   東日本旅客鉄道. 2019年2月18日閲覧。
13. ↑  “各駅の乗車人員（2011年度）”.   東日本旅客鉄道. 2019年2月18日閲覧。
14. ↑  “各駅の乗車人員（2012年度）”.   東日本旅客鉄道. 2019年2月18日閲覧。
15. ↑  “各駅の乗車人員（2013年度）”.   東日本旅客鉄道. 2019年2月18日閲覧。
16. ↑  “各駅の乗車人員（2014年度）”.   東日本旅客鉄道. 2019年2月18日閲覧。
17. ↑  “各駅の乗車人員（2015年度）”.   東日本旅客鉄道. 2019年2月18日閲覧。
18. ↑  “各駅の乗車人員（2016年度）”.   東日本旅客鉄道. 2019年2月18日閲覧。
19. ↑  “各駅の乗車人員（2017年度）”.   東日本旅客鉄道. 2019年2月18日閲覧。
20. ↑  “各駅の乗車人員（2018年度）”.   東日本旅客鉄道. 2019年7月18日閲覧。
21. ↑  “各駅の乗車人員（2019年度）”.   東日本旅客鉄道. 2020年7月12日閲覧。
22. ↑  “各駅の乗車人員（2020年度）”.   東日本旅客鉄道. 2021年7月26日閲覧。
23. ↑  “各駅の乗車人員（2021年度）”.   東日本旅客鉄道. 2022年8月11日閲覧。
24. ↑  “各駅の乗車人員（2022年度）”.   東日本旅客鉄道. 2023年7月13日閲覧。

仙台市統計書
1. 1 2  “12 交通・運輸・通信” (PDF). 仙台市統計書（平成3年版）-12.交通・運輸・通信.   仙台市. p. 290・291. 2024年9月25日時点のオリジナルよりアーカイブ。2024年9月25日閲覧。
2. ↑  “12 交通・運輸・通信” (PDF). 仙台市統計書（平成8年版）-12.交通・運輸・通信.   仙台市. p. 252・253. 2024年10月1日時点のオリジナルよりアーカイブ。2024年10月1日閲覧。
3. 1 2  “121.仙台市内JR各駅の旅客輸送状況” (xls). 仙台市統計書（平成14年版）-13.交通・運輸・通信.   仙台市. 2024年9月24日時点のオリジナルよりアーカイブ。2024年9月25日閲覧。
4. 1 2 3 4 5  “116.仙台市内JR各駅の旅客輸送状況（一日平均乗車人員）” (xls). 仙台市統計書（平成19年版）.   仙台市. 2024年9月24日時点のオリジナルよりアーカイブ。2024年9月25日閲覧。
5. ↑  “116.仙台市内JR各駅の旅客輸送状況（一日平均乗車人員）” (xls). 仙台市統計書（平成20年版）.   仙台市. 2024年9月24日時点のオリジナルよりアーカイブ。2024年9月25日閲覧。
6. 1 2 3 4 5  “107.仙台市内JR各駅の旅客輸送状況（一日平均乗車人員）” (xls). 仙台市統計書（平成25年版）.   仙台市. 2024年9月24日時点のオリジナルよりアーカイブ。2024年9月25日閲覧。
7. 1 2 3 4 5  “13-1.仙台市内JR各駅の旅客輸送状況（一日平均乗車人員）” (Excel). 仙台市統計書（平成30年版）.   仙台市. 2019年5月9日時点のオリジナルよりアーカイブ。2019年5月9日閲覧。
8. 1 2 3 4  “13-1.仙台市内JR各駅の旅客輸送状況（一日平均乗車人員）” (xlsx). 仙台市統計書（令和4年版）.   仙台市. 2024年9月24日時点のオリジナルよりアーカイブ。2024年9月25日閲覧。